# 卡霍夫卡站
卡霍夫卡站（羅馬化：Kakhovskaya）是莫斯科地鐵卡霍夫卡線的一個車站，開通於1969年8月11日，是卡霍夫卡線最南端的車站。車站的設計者是Nikolay Demchinsky和Yuliya Kolesnikova，是典型的1960年代莫斯科地鐵車站的設計風格。為了配合卡霍夫卡線與大環線第二期接駁工程，本站於2019年臨時關閉並于2021年12月7日兩線合併後重開。